# 黑幫夏日好開工 (電視劇)
《黑幫夏日好開工》（義大利語：La mafia uccide solo d'estate），是一部意大利犯罪劇情電視劇，由皮耶法蘭西斯柯·迪里貝托主創，盧卡·里博利執導，意大利廣播電視公司製作和發行。該劇是2013年同名電影的前傳，於2016年11月21日在Rai 1首播。

## 劇情背景
該劇設定在七十年代的意大利巴勒摩，平凡的賈馬雷西一家正在面對各種日常問題，例如長女安吉正經歷青春期，皮雅擔心會被上司解僱，以及洛倫佐對生活環境的不滿，直到洛倫佐剛好目睹警長鮑里斯·朱利亞諾被黑手黨暗殺，從此改變了他們一家人的命運。

## 演員
- 克勞迪·吉奧（英语：Claudio Gioè） 飾演 洛倫佐·賈馬雷西（Lorenzo Giammarresi）：意外目睹黑手黨殺人而引來殺身之禍的上班族[2]。
- 安娜·佛格麗塔（英语：Anna Foglietta） 飾演 皮雅·梅爾菲·賈馬雷西（Pia Melfi Giammarresi）：洛倫佐之妻，於學校任職代課老師[2]。
- 尼諾·法拉西卡（英语：Nino Frassica） 飾演 賈辛托神父（Father Giacinto）：與賈馬雷西一家相熟的神父。
- 法蘭西斯柯·席安納（英语：Francesco Scianna） 飾演 馬西莫·梅爾菲（Massimo Melfi）：皮雅的弟弟，安吉和薩爾瓦多的叔叔[2]。
- 安琪拉·庫里（Angela Curri） 飾演 安吉·賈馬雷西（Angela Giammarresi）：洛倫佐和皮雅的女兒[2]。
- 愛德華多·布塞塔（Edoardo Buscetta） 飾演 薩爾瓦多·賈瑪雷西（Salvatore Giammarresi）：洛倫佐和皮雅的兒子[2]。
  - 皮耶法蘭西斯柯·迪里貝托（英语：Pif (television host)） 飾演 成年的薩爾瓦多和旁白
- 維倫蒂娜·達格諾斯蒂諾（義大利語：Valentina D'Agostino） 飾演 帕特里齊亞（Patrizia）：馬西莫的未婚妻[2]。
- 尼可拉·瑞格內瑟（義大利語：Nicola Rignanese） 飾演 鮑里斯·朱利亞諾（英语：Boris Giuliano）：正直的警長，出於同情而幫助洛倫佐。
- 毛里齊奧·博洛尼亞（Maurizio Bologna） 飾演 維托·西安奇諾（英语：Vito Ciancimino）：實為黑道中人的政客。
- 葛塔諾·布魯諾（義大利語：Gaetano Bruno） 飾演 安東尼奧（Antonio）：馬西莫的同事。
- 卡梅洛·加拉蒂（義大利語：Carmelo Galati） 飾演 庫蘇馬諾（Cusumano）：洛倫佐的好友。
- 達理奧·艾塔（義大利語：Dario Aita） 飾演 羅薩里奧（Rosario）：安吉的暗戀對象，學校裡的風雲人物[2]。
- 多梅尼科·塞特莫列（義大利語：Domenico Centamore） 飾演 薩爾瓦托雷·里納：為人狠辣的西西里黑手黨首領[2]。
- 瑟吉歐·維斯佩蒂諾（Sergio Vespertino） 飾演 多瑪索·布西達：西西里黑手黨高層，後成為第一位告密者[2]。
- 納塔萊·魯索（Natale Russo） 飾演 加埃塔諾·巴達拉門蒂（英语：Gaetano Badalamenti）：西西里黑手黨高層。
- 羅伯特·布爾喬（Roberto Burgio） 飾演 馬里奧·法蘭塞斯（英语：Mario Francese）：敢於與黑手黨為敵的記者[2]。
- 莫瑞吉奧·馬凱蒂（義大利語：Maurizio Marchetti）和奧利奧・斯卡杜托（義大利語：Orio Scaduto） 飾演 伊格納齊奧和尼諾·薩爾沃（英语：Ignazio and Nino Salvo）：為黑手黨提供資金的富商。
- 文森·瑞歐塔（英语：Vincent Riotta） 飾演 米歇爾·葛雷柯（英语：Michele Greco）：西西里黑手黨高層。
- 克勞迪·卡斯特羅喬凡尼（義大利語：Claudio Castrogiovanni） 飾演 史蒂法諾·邦塔德（英语：Stefano Bontade）：西西里黑手黨高層。

## 集數
| 季數 | 集数 | 集数 | 首播日期       | 首播日期       |
| 季數 | 集数 | 集数 | 首映           | 季终           |
| ---- | ---- | ---- | -------------- | -------------- |
| 1    | 12   | 12   | 2016年11月21日 | 2016年12月20日 |
| 2    | 12   | 12   | 2018年4月26日  | 2018年5月31日  |

## 製作
由於皮耶法蘭西斯柯·迪里貝托創作的2013年電影《黑幫夏日好開工》獲得不俗的口碑和商業成績，因此他打算拍攝一部電視劇集，填補一些在電影中無交代的細節和故事線。2014年12月，意大利廣播電視公司為該劇開綠燈。2015年5月，該劇宣佈製作，將由皮耶法蘭西斯柯·迪里貝托擔任主創，並與米凱萊·阿斯托利（義大利語：Michele Astori）和馬可·馬坦尼共同編劇。該劇設定於1992年，迪里貝托預計電視劇將會完整敍述由90年代到電影發生的2013年之間的所有故事。2015年12月，盧卡·里博利宣佈執導，劇組亦開始為男主角薩爾瓦多一角進行試鏡。該劇第一季在西西里島和拉吉歐大區拍攝，主要在巴勒摩和奇維塔卡斯泰拉納取景；而第二季主要在巴勒摩和蒙戴羅取景。2019年8月，迪里貝托確認該劇不會有第三季。

## 發行
《黑幫夏日好開工》的第一季於2016年11月21日在Rai 1首播，第二季於2018年4月26日在Rai 1首播。

## 外部連結
- 互联网电影数据库（IMDb）上《黑幫夏日好開工》的资料（英文）